# Ayesha Takia
Ayesha Takia (ur. 10 kwietnia 1986 w Mumbaju, Maharasztra, Indie) – indyjska aktorka, nagrodzona za swój debiut w filmach  Taarzan: The Wonder Car i Dil Maange More (2004). Pochodzi z rodziny, w której mówiono w języku angielskim. Jej ojciec jest Gudźaratczykiem, matka w połowie Angielką i w połowie Marathką ze stanu Maharasztra. Ayesha nauczyła się języków hindi i telugu, aby móc w nich odtwarzać role.

## Filmografia
| Film                             | Rok  | Rola                           | Uwagi |
| -------------------------------- | ---- | ------------------------------ | --- |
| Taarzan: The Wonder Car          | 2004 | Priya Rakesh Kapoor            | Nagroda Filmfare za Najlepszy Debiut |
| Dil Maange More                  | 2004 | Shagun                         | Nagroda IIFA za Najlepszy Debiut |
| Socha Na Tha                     | 2005 | Aditi                          | |
| Shaadi No. 1                     | 2005 | Bhavana                        | |
| Super                            | 2005 | Siri Valli                     | Telugu film |
| Home Delivery: Aapko... Ghar Tak | 2005 | Jenny                          | |
| Shaadi Se Pehle                  | 2006 | Rani                           | |
| Yun Hota Toh Kya Hota            | 2006 | Khushboo                       | |
| Dor (film)                       | 2006 | Meera                          | Nagroda Zee Cine Krytyków dla Najlepszej Aktorki Nagroda Stardust dla Najlepszej Aktorki Drugoplanowej Nagroda Star Screen Krytyków dla Najlepszej Aktorki Nagroda Bengal Film Journalists' Association dla Najlepszej Aktorki |
| Salaam-e-Ishq: A Tribute To Love | 2007 | Gia Bakshi                     | |
| Kya Love Story Hai               | 2007 | Kajal                          | |
| Fool and Final                   | 2007 | Tina                           | |
| Cash                             | 2007 | gościnnie                      | |
| No Smoking                       | 2007 | Anjali / Honey (podwójna rola) | |
| Sunday                           | 2007 | Sehar Thaper                   | (w produkcji) |
| Blood Brothers                   | 2007 |                                | (w produkcji) |
| De Taali                         | 2008 | Amrita                         | |
| Wanted: Dead And Alive           | 2008 |                                | |
| Eight By Ten                     | 2008 | Sheila Patel                   | |
| Paathshaala                      | 2008 | Sheila Patel                   | |